# Rhynchostegium alopecuroides
Rhynchostegium alopecuroides là một loài Rêu trong họ Brachytheciaceae. Loài này được (Brid.) A.J.E. Sm. miêu tả khoa học đầu tiên năm 1981.